# Алашань-Цзоци
Алашань-Цзоци (кит. упр. 阿拉善左旗, пиньинь Ālāshàn Zuǒ qí) — хошун в аймаке Алашань автономного района Внутренняя Монголия (КНР). Название хошуна означает «Алашаньское левое знамя».

## История
Во времена империи Цин и Китайской республики эти земли входили в состав хошуна Алашань. После образования КНР Алашань вошёл в состав провинции Нинся. В апреле 1954 года в составе провинции Нинся был образован Монгольский автономный район (蒙古自治区), в состав которого вошли хошун Алашань и уезд Дэнкоу. В октябре того же года, в связи с расформированием провинции Нинся и включением её территории в состав провинции Ганьсу, Монгольский автономный район также перешёл в состав провинции Ганьсу. В марте 1955 года Монгольский автономный район был переименован в Монгольскую автономную область (蒙古自治州), а в ноябре — в Баиньхото-Монгольскую автономную область (巴音浩特蒙族自治州).
В феврале 1956 года был образован аймак Баян-Нур (巴彦淖尔盟), в состав которого вошли хошуны Алашань, Эдзин, уезд Дэнкоу и город Баян-Хото; аймак вошёл в состав Автономного района Внутренняя Монголия. В апреле 1958 года к аймаку Баян-Нур был присоединён район Хэтао (河套行政区); в августе того же года был расформирован город Баян-Хото, а его территория стала уездом.
В августе 1960 года в восточной части хошуна Алашань был образован хошун Алашань-Цзоци («Алашань левого знамени»), который имел двойное подчинение — хошуну Алашань и аймаку Баян-Нур. В 1961 году решением Госсовета КНР хошун Алашань был расформирован, и Алашань-Цзоци стал подчиняться только правительству аймака Баян-Нур.
В июле 1969 года хошун Алашань-Цзоци был передан в состав Нинся-Хуэйского автономного района, в июле 1979 года он был возвращён в состав Внутренней Монголии. В апреле 1980 года был создан подчинённый правительству автономного района аймак Алашань, объединивший Алашань-Цзоци, Алашань-Юци и Эдзин.

## Административное деление
Хошун Алашань-Цзоци делится на 4 уличных комитета, 9 посёлков и 6 сомонов.